# Vado Ancho
Vado Ancho è un comune dell'Honduras facente parte del dipartimento di El Paraíso.
Il comune venne istituito nel 1886.